# Andrea Cassinelli
Andrea Cassinelli est un patineur de vitesse sur piste courte italien.

## Biographie
En 2021, il prend l'argent des championnats d'Europe au relais masculin ; en 2017 et 2020, il a le bronze. Il est entraîné par Kenan Gouadec et par Assen Pandov.
Il participe aux épreuves de patinage de vitesse sur piste courte aux Jeux olympiques de 2022 aux relais masculin et mixte. Avec Arianna Fontana, Martina Valcepina et Pietro Sighel, il remporte l'argent au relais mixte.